# 10144 Bernardbigot
10144 Bernardbigot eller 1994 AB2 är en asteroid i huvudbältet som upptäcktes den 9 januari 1994 av de japanska astronomerna Yoshio Kushida och Osamu Muramatsu vid Yatsugatake-Kobuchizawa-observatoriet. Den är uppkallad efter den franske kemisten Bernard Bigot.
Asteroiden har en diameter på ungefär 7 kilometer.